# Фёдорова, Марина Максимовна
Марина Максимовна Фёдорова (род. 10 мая 1997, Севастополь) — российская футболистка, полузащитница московского «Спартака». Игрок сборной России. Сестра чемпиона мира по пляжному футболу Остапа Фёдорова.

## Биография
Училась играть под руководством отца — Максима Фёдорова. Выступала в высшей лиге России за клубы «Зоркий», «Рязань-ВДВ», «Енисей». В составе рязанской команды стала серебряным призёром чемпионата 2017 года. Также играла в высшем дивизионе Финляндии за клуб «Найс Футис». С начала 2019 года выступала за границей, во Франции и Испании. В июне 2020 года перешла в московский «Локомотив» и стала серебряным призёром чемпионата России 2020 года. Чемпионка России 2021 года, бронзовый призёр 2022 года.
С февраля 2023 года — игрок московского «Динамо». Первый гол за «Динамо» забила 17 июня 2023 года в матче Кубка России против «Строгино», где оформила дубль. Вместе с Кариной Баклановой провела больше всех матчей за «Динамо» в сезоне 2023 (25 матчей в чемпионате + 2 матча в кубке), после чего вместе с ней покинула «Динамо» и перешла в московский «Спартак». Бронзовый призёр чемпионата России 2024.
Дебютировала в сборной России в отборочном турнире к чемпионату Европы 2017 года в выездном матче в Висбадене со сборной Германии.
Также выступает в пляжном футболе. В 2018 году признана лучшей футболисткой мира в этом виде спорта, в том же сезоне стала обладательницей Кубка Европы среди сборных (где была признана лучшим игроком турнира) и серебряным призёром Межконтинентального кубка среди сборных.

## Достижения

### Командные
- Чемпионка России по футболу (1): 2021
- Серебряный призёр (1): 2020
- Бронзовый призёр (1): 2022
- Чемпионка России по пляжному футболу (1): 2014[8]
- Бронзовый призёр Women’s Euro Winners Cup (1): 2016

### Личные
- Лучший бомбардир Women’s Euro Winners Cup (1): 2016[9]
- Лучший игрок 2018 года в пляжном футболе среди женщин.[10]